# Outrageously Disco
Outrageously Disco este un film românesc din 2010 regizat de Nicolae Constantin Tănase. Rolurile principale au fost interpretate de actorii Aylin Cadîr, George Albert Costea.

## Distribuție
Distribuția filmului este alcătuită din:
- Aylin Cadîr — Clara
- George Albert Costea — George
- Andrei Grosu
- Alexandru Pavel